# Isochromodes nigripunctata
Isochromodes nigripunctata är en fjärilsart som beskrevs av W. Warren 1897. Isochromodes nigripunctata ingår i släktet Isochromodes och familjen mätare. Inga underarter finns listade i Catalogue of Life.